# Haller Gusztáv
Hilibi  Haller Gusztáv (Kolozsvár, 1873. december 5. – Kolozsvár, 1923. február 20.) erdélyi magyar jogász, ügyvéd, Kolozsvár polgármestere 1913 és 1919 között.

## Életpályája
Szülei Haller Rezső ügyvéd, a kolozsvári ügyvédi kamara elnöke és Groisz Kornélia. Anyai nagyapja,  Groisz Gusztáv 1848-ban Kolozsvár város főbírája volt. Haller Gusztávot már gyermekként  nagyon gyors felfogásúnak tartották. Iskoláit Kolozsváron a piarista gimnáziumban végezte.  Az egyetemen jogot tanult, és annak elvégzése után 
apja mellett folytatott ügyvédi gyakorlatot. Később önálló ügyvédi irodái nyitott, és megnősült, Szőcs Ákos táblabíró leányát vette feleségül. Ügyvédként hosszú időn át az EMKE jogtanácsosa volt. 
1913-ban a sokat betegeskedő Szvacsina Géza polgármester nyugalomba vonulása 
után megpályázta a polgármesteri széket, és ellenfelét, Fekete-Nagy Béla helyettes polgármestert legyőzve megszerezte azt. Fontos feladatokat  kellett megoldania, úgymint: földgáz bevezetése, új városház építése, közvágóhíd bővítése. és a város nagy mezőgazdaságának átszervezése. Haller Gusztáv a politikai harcokat többnyire megnyerte. A háború alatt rendkívül fontos munkát végzett. Támogatott minden jótékonysági és szociális mozgalmat. Azt tartották róla, hogy három ember helyett dolgozott. 1916-ban csaknem egyhangúlag választották meg másodszor is polgármesterré, de a törvényes hat évet már nem tölthette ki, mert a várost elfoglaló román hatóságok 1919. január 19-én lemondatták, mivel nem volt hajlandó felesküdni a román királyra. 
Az impériumváltozás után is tevékeny maradt. A római katolikus státus igazgatótanácsának tagja volt, A piarista  gimnázium érettségi vizsgáin ő volt a felekezeti főhatóság megbízott elnöke. A Kolozsvári Takarékpénztár igazgatósági tagja és az erdélyrészi szövőgyár társtulajdonosa volt. Sokat tett az Erdélyi Kárpát-Egyesület átszervezéséért, majd gróf Lázár István elhalálozása után az egyesület egyhangúlag megválasztott elnöke lett. Részt vett a Magyar Nemzeti Párt megalakításában is, és  egyik alelnöke lett. 
1923. február 20-án, mint mindennap, a Bánffy-palotában lévő magyar kaszinóban sakkozott legjobb barátjával, dr. Óvári Elemér ügyvéddel. Sakkozás közben még kedélyesen viccelődött, majd hirtelen rosszul lett, és azonnal meghalt. Nagy részvét mellett temették el február 22-én. Nyughelye a Házsongárdi temető lutheránus részében van.

## Forrás
- Haller Gusztáv, Ellenzék, Kolozsvár, 1923. február 22. Online hozzáférés